# The Music's No Good Without You
«The Music's No Good Without You» — пісня американської співачки Шер, записана для її двадцять четвертого студійного альбому «Living Proof», спочатку вийшла як сингл у Великій Британії 5 листопада 2001 року завдяки компанії «WEA», а потім 2002 року у США. Пісня потрапила у «топ-20» чартів низки країн світу, таким чином вона подовжила успіх перебування Шер у них на п'ять десятиліть поспіль.

## Передумови і написання
Після випуску 1998 року альбому «Believe» й здобуття успіху завдяки його синглами (особливо головного синглу «Believe»), Шер у 1999 році випустила збірку «The Greatest Hits», а пізніше у 2000 році випустила «Not.com.mercial», це був її перший альбом, який продавався не у магазинах, а лише в інтернеті. Після цього, у 2001 році, Шер знову почала співпрацювати з британською продюсерською командою Марка Тейлора та Браяна Роулінга для запису «The Music's No Good Without You», які написали сингл «Believe» та більшу частину пісень його альбому. Окрім цього, під час запису Шер також співпрацювала з Ріком Ноуелсом, британським музикантом-продюсером Chicane та норвезькою командою «Stargate». «The Music's No Good Without You» увійшла до альбому «Living Proof», який Шер описала як «запис з особливо позитивним ліричним тоном». Далі вона додавала: «[…] Цей альбом підсвідомо став сповненим любов'ю та теплом. Це був приємний сюрприз, і, безумовно, зараз слушний час, щоб випустити у світ трохи позитивної енергії».
«The Music's No Good Without You» вийшла як перший британський сингл альбому «Living Proof» 5 листопада 2001 року. Сингл також вийшов як подвійний сингл на А-стороні разом із «A Different Kind of Love Song» 13 серпня 2002 року. «The Music's No Good Without You» написали Шер, Джеймс Томасм, Марк Тейлор і Пол Беррі, Тейлор також виступив як її продюсер, при співпродюсуванні Томаса і Джеффа Тейлора. За визнанням оглядачів музика пісні «була просочена гіпнотичними синтезаторними лініями та комп'ютерними вокальними ефектами».

## Оцінки критиків
Пісня отримала переважно змішані відгуки музичних критиків. Керрі Л. Сміт з «AllMusic» дав негативний відгук, написавши: «почуття втрати і туги, яке затяглося та віддається луною в таких треках, як „The Music's No Good Without You“, дає зробити припущення, що, можливо, Шер не єдина, хто все ще чекає чогось воістину чарівного у цій платівці». Тоні Перегрін з «PopMatters» назвав пісню одним із недоліків альбому, «де голосом Шер маніпулювали настільки, що вона звучить не інакше як втілення примарного інопланетянина».
Сал Чінквемані з журналу «Slant Magazine» був прихильніший до пісні, написавши, що «голос Шер практично невпізнанний у французькому техно-тампері, який також міг би стати сміливим провідним синглом тут, у США».

## Реліз
Пісня увійшла до «топ-10» чартів Канади, Італії, Іспанії та Великій Британії, а в низці інших країн до «топ-40». Зайнявши восьме місце в британському чарті синглів, Шер стала єдиною записуваною вокалісткою, яка кожного десятиліття, починаючи з 1960-х років, потрапляла у його «топ-10» (її першим хітом у британському «топ-10» була «All I Really Want to Do» у 1965 році). Це був 12-й сингл Шер поспіль, що увійшов у «топ-40» британського чарту, а також 33-й, що потрапив до нього. Також він став останнім синглом, що потрапив до британського чарту до виходу «I Hope You Find It» у 2013 році.
У той час як у США альбом «Living Proof» не випускався до лютого 2002 року, головним синглом якого стала «Song for the Lonely», «The Music's No Good Without You» разом з «A Different Kind of Love Song» вийшли як сингли у 2001 році, через те що Шер вже перебувала в турне, це призвело до відсутності їхньої реклами. «The Music's No Good Without You» вийшла виключно як клубний сингл лише в США; пісня посіла 19 місце у чарті журналу «Billboard» «Hot Dance Club Play».

## Музичне відео
Музичне відео, що супроводжує пісню «The Music's No Good Without You», зняв Найджел Дік, який раніше знімав відео до пісень Шер «Believe» та «Strong Enough». Воно було знято 7–8 жовтня 2001 року на складній звуковій сцені з «витягненим» дизайном, у будівлі «Nikken Building» в Ірвіні, Каліфорнія. Режисер прокоментував: «Шер — майже єдина людина, що я знаю, яка щось знає про „Горменгаст“ — який став моєю моделлю для цього відео». У відео дотримано концепції тексту пісні. У музичному відео Шер представлена «королевою космосу», якій сумно через те, що її покинув коханий. Протягом усього відео вона пише листа, в якому стверджує, що знає, що вона йому більше не потрібна. Зрештою, вона поміщає листа в порожню пляшку і відправляє її в космос. І схоже, це був не перший лист, який вона надіслала йому, бо в космосі «плавають» десятки пляшок.
До пісні «The Music's No Good Without You» було знято відео-ремікс, яке називалося «Almighty Edit», а ремікс, використаний для нього, був радіомонтажем міксу «Almighty». Відео офіційно випустила «Warner Bros.» тільки як промо.
У 2001 році відео до «The Music's No Good Without You» вийшло комерційно у Великій Британії у вигляді бокс-сету, у форматі PAL. У бокс-сет також увійшли сама пісня та три рекламні зображення.

## Чарти
| Чарт (2001–2002)                          | Позиція |
| ----------------------------------------- | ------- |
| Австралія (ARIA)                          | 23      |
| Австрія (Ö3 Austria Top 75)               | 24      |
| Бельгія (Ultratop Flanders)               | 28      |
| Бельгія (Ultratop Wallonia)               | 31      |
| Канада (Nielsen SoundScan)                | 5       |
| Данія (Airplay Tracklisten)               | 12      |
| Данія (Tracklisten)                       | 14      |
| Європа (European Hot 100 Singles)         | 21      |
| Європа (European Radio Top 50)            | 1       |
| Фінляндія (Suomen virallinen lista)       | 19      |
| Франція (SNEP)                            | 45      |
| Німеччина (Media Control AG)              | 27      |
| Ірландія (IRMA)                           | 25      |
| Італія (FIMI)                             | 4       |
| Нідерланди (Dutch Top 40)                 | 21      |
| Нідерланди (Mega Single Top 100)          | 25      |
| Норвегія (VG-lista)                       | 20      |
| Португалія (AFP)                          | 6       |
| Румунія (Romanian Top 100)                | 5       |
| Шотландія (Official Charts Company)       | 8       |
| Іспанія (PROMUSICAE)                      | 8       |
| Швеція (Sverigetopplistan)                | 13      |
| Швейцарія (Media Control AG)              | 22      |
| Велика Британія (Official Charts Company) | 8       |
| США (Hot Dance Club Songs) (Billboard)    | 19      |

| Чарт (2001)                        | Позиція |
| ---------------------------------- | ------- |
| Канада (Nielsen SoundScan)         | 125     |
| Нідерланди (Dutch Top 40)          | 182     |
| Велика Британія (UK Singles (OCC)) | 178     |

| Чарт (2002)                | Позиція |
| -------------------------- | ------- |
| Канада (Nielsen SoundScan) | 150     |